# La Brigade des poussins
 (août 2022).
Si vous disposez d'ouvrages ou d'articles de référence ou si vous connaissez des sites web de qualité traitant du thème abordé ici, merci de compléter l'article en donnant les références utiles à sa vérifiabilité et en les liant à la section « Notes et références ».
 (août 2022).
La mise en forme du texte ne suit pas les recommandations de Wikipédia : il faut le « wikifier ».
Les points d'amélioration suivants sont les cas les plus fréquents. Le détail des points à revoir est peut-être précisé sur la page de discussion.
- Les titres sont pré-formatés par le logiciel. Ils ne sont ni en capitales, ni en gras.
- Le texte ne doit pas être écrit en capitales (les noms de famille non plus), ni en gras, ni en italique, ni en « petit »…
- Le gras n'est utilisé que pour surligner le titre de l'article dans l'introduction, une seule fois.
- L'italique est rarement utilisé : mots en langue étrangère, titres d'œuvres, noms de bateaux, etc.
- Les citations ne sont pas en italique mais en corps de texte normal. Elles sont entourées par des guillemets français : « et ».
- Les listes à puces sont à éviter, des paragraphes rédigés étant largement préférés. Les tableaux sont à réserver à la présentation de données structurées (résultats, etc.).
- Les appels de note de bas de page (petits chiffres en exposant, introduits par l'outil «  Source ») sont à placer entre la fin de phrase et le point final[comme ça].
- Les liens internes (vers d'autres articles de Wikipédia) sont à choisir avec parcimonie. Créez des liens vers des articles approfondissant le sujet. Les termes génériques sans rapport avec le sujet sont à éviter, ainsi que les répétitions de liens vers un même terme.
- Les liens externes sont à placer uniquement dans une section « Liens externes », à la fin de l'article. Ces liens sont à choisir avec parcimonie suivant les règles définies. Si un lien sert de source à l'article, son insertion dans le texte est à faire par les notes de bas de page.
- La présentation des références doit suivre les conventions bibliographiques. Il est recommandé d'utiliser les modèles {{Ouvrage}}, {{Chapitre}}, {{Article}}, {{Lien web}} et/ou {{Bibliographie}}. Le mode d'édition visuel peut mettre en forme automatiquement les références.
- Insérer une infobox (cadre d'informations à droite) n'est pas obligatoire pour parachever la mise en page.

Pour une aide détaillée, merci de consulter Aide:Wikification.
Si vous pensez que ces points ont été résolus, vous pouvez retirer ce bandeau et améliorer la mise en forme d'un autre article.
La Brigade des poussins (The Chicken Squad) est une série télévisée américaine d'animation par ordinateur pour enfants en 29 épisodes de 22 minutes créée par Tom Rogers et diffusée entre le 14 mai 2021 et le 22 avril 2022 sur Disney Junior. Il est basé sur les livres écrits par Doreen Cronin. La série met en vedette les voix d’Yvette Nicole Brown, Ramone Hamilton, Gabriella Graves et Maxwell Simkins. La chanson thème de la série est interprétée par l’ancienne star de Kids Incorporated, Renee Sands.

## Synopsis
La série suit Coop, Little Boo et Sweetie – un trio de jeunes frères et sœurs de poulet – et leur mentor, le capitaine Tully, un chien de recherche et de sauvetage à la retraite, qui utilisent le travail d’équipe et la pensée critique pour résoudre les problèmes et maintenir la paix dans leur quartier.
Si un animal, principalement appelé « créature », a besoin de l’aide de la Chicken Squad, il peut l’invoquer via un dispositif de sondage électronique. En entendant le rapport de cette bestiole, l’escouade de poulets se dirige vers son quartier général, qui est en fait leur maison, où ils enfilent leurs uniformes et obtiennent certains équipements.
Pour se rendre à certains endroits, la Chicken Squad dispose de moyens de transport. L’un de leurs véhicules est une voiture qu’ils ont gagnée lors d’un tournoi de basket-ball. Coop construira plus tard d’autres véhicules tels qu’une moto et un hélicoptère.
Chaque fois qu’un personnage pense à quelque chose, sa bulle de pensée peut être vue et éditée par n’importe qui autour.

## Personnages

### Personnages principaux
- Le capitaine Tully (doublé par Yvette Nicole Brown) est un chien de recherche et de sauvetage à la retraite avec deux yeux de couleurs différentes (bleu à gauche et brun à droite), et mentor du trio. Bien avant d’obtenir son emploi, elle était un chiot errant jusqu’à ce qu’elle rencontre un chien qui l’a emmenée dans une école canine où elle a reçu de la nourriture et un abri.
- Coop (doublé par Ramone Hamilton) est le poulet technophile.
- Sweetie (doublée par Gabriella Graves) est le poulet fort.
- Little Boo (doublé par Maxwell Simkins) est le poulet rapide.

### Récurrent
- Frazz (doublé par Tony Hale) est un écureuil qui aime le thé.
- Le Dr. Dirt (doublé par Jane Lynch) est un escargot médico-légal. Elle n’appelle pas les autres personnages par leur nom, mais les surnomme (« Strong Chicklet » pour Sweetie, « Captain Woof Woof » pour Captain Tully, etc.) Chaque fois que la vue n’était pas sur elle, elle se déplaçait rapidement mais mystérieusement d’un endroit à un autre.
- Dinah (doublée par Melissa Rauch) est la mère des poussins.
- Riley (doublé par Sean Giambrone) est un rat bourru qui est le colocataire de Frazz. Avant d’emménager avec Frazz, il vivait dans un arbre creux avec une entrée au rez-de-chaussée qui rend l’endroit sujet aux inondations par temps de pluie.
- Le lieutenant Scruffy (doublé par Malcolm-Jamal Warner) est un chien de pompier à la retraite.
- Snick et Wheeze (doublés respectivement par Zack Pearlman et Melissa Villaseñor) sont deux ratons laveurs bruns espiègles. Ils vivent dans le grenier d’une maison humaine.
- Maizie (doublée par Alison Fernandez) est une brebis mignonne mais tordue.
- Nibbles (doublé par Jeff Bennett) est un lièvre avec un penchant pour les légumes.
- Scout (doublé par Jack Stanton) est un chiot heureux.
- Gizmo (doublé par Olivia Jellen) est une jeune vixen technophile.
- Monty (doublé par Henry Kaufman) est un cheval noir.
- Ramona (doublée par Lily Sanfelippo) est une chèvre qui est une amie proche de Monty.
- La reine Bae (doublée par Alanna Ubach) est une abeille mellifère qui dirige une ruche où réside Rebeeca. Elle a une sœur qui dirige également une ruche.

### Invités
- Rebeecca (doublée par Rachel Bloom) — Une abeille nerveuse.
- Quilla (doublée par Chrissie Fit) — Un sympathique porc-épic.
- Cornelius (doublé par Jet Jurgensmeyer) - Le cousin de The Chicken Squad qui peint des images à haute fidélité que quiconque voit ses œuvres pourrait les confondre avec la réalité.
- Dash et Chance (doublés respectivement par Luke Lowe et Addison Andrews) - Deux ratons laveurs gris qui sont les plus jeunes cousins de Snick et Wheeze. Ils s’engagent à suivre les traces de leurs parents plus âgés.

## Fiche technique
- Titre original : The Chicken Squad
- Titre français : La Brigade des poussins
- Création : Tom Rogers
- Pays d'origine :  États-Unis
- Langue originale : anglais

## Épisodes
| Saison | Saison | Épisodes | États-Unis  | États-Unis    |
| Saison | Saison | Épisodes | Début       | Fin           |
| ------ | ------ | -------- | ----------- | ------------- |
|        | 1      | 29       | 14 mai 2021 | 22 avril 2022 |